# باول غوسلينج
باول غوسلينج (بالإنجليزية: Paul Gosling)‏ هو لاعب دارت بريطاني، ولد في 28 مارس 1961 في إنجلترا في المملكة المتحدة.

## وصلات خارجية
- باول غوسلينج على موقع DartsDatabase.co.uk (الإنجليزية)